# کوتوله‌ها و رفقا
کوتوله‌ها و رفقا (انگلیسی: Pals and Pugs) یک فیلم کمدی صامت کوتاه آمریکایی به کارگردانی جس رابینز است که در سال ۱۹۲۰ منتشر شد. از بازیگران این فیلم می‌توان به اولیور هاردی، لئو وایت و جیمی اوبری اشاره کرد.